# Gotheghar
Gotheghar es una  ciudad censal situada en el distrito de Thane en el estado de Maharashtra (India). Su población es de 4232 habitantes (2011). Se encuentra a 54 km de Thane y a 84 km de Bombay.

## Demografía
Según el censo de 2011 la población de Gotheghar era de 4232 habitantes, de los cuales 2207 eran hombres y 2025 eran mujeres. Gotheghar tiene una tasa media de alfabetización del 86,07%, superior a la media estatal del 82,34%: la alfabetización masculina es del 92,16%, y la alfabetización femenina del 79,48%.